# 华融置业
华融置业有限责任公司（英文：HUARONG REAL ESTATE CO.,LTD.，简称华融置业），成立于2009年，是中国中央企业中国华融资产管理公司旗下全资子公司，主要从事房地产开发与经营业务。
公司总部位于北京市百万庄大街甲2号院，现任董事长为高敢。
2016年6月16日，華融置业以8.2億元向金朝陽集團購入西半山摩羅廟街14至18號地盤，以可建樓面49602方呎計算，（連同已完成地基等前期發展成本）每方呎樓面地價約16,734元。
2016年12月，华融置业与开放集团以38亿元摘得武汉市江汉区P(2016)123号地块，拟投资150亿元建健康医疗综合体。
2017年6月7日，金朝陽集團以4.5562億港元出售旗下銅鑼灣書館街18號COHO全幢住宅43伙（扣除3伙已於一手市場售出單位，包括5樓B室、8樓A室及9樓A室除外)給華融置業。